# Smoke (50 Cent)
Smoke è un singolo del rapper statunitense 50 Cent, pubblicato nel 2014 ed estratto dall'album Animal Ambition. Il brano vede la partecipazione del cantante Trey Songz.

## Tracce
- Download digitale

1. Smoke (featuring Trey Songz) - 3:51